# コール オブ デューティ インフィニット・ウォーフェア
『コール オブ デューティ インフィニット・ウォーフェア』（英語: Call of Duty: Infinite Warfare）は、2016年11月4日に発売された2187年の宇宙戦争を舞台とするFPSゲームソフト。略称は『CoD:IW』。コール オブ デューティシリーズ本編の13作目。対応ハードはPlayStation 4、Xbox One、Microsoft Windows。開発はInfinity Wardが担当。

## 概要
FPS（一人称視点のシューティングゲーム）のコール オブ デューティシリーズの作品で、初の宇宙を舞台にした作品。人類の需要が供給を上回った遠い未来、太陽系内の他の惑星にその活動の場を広げた人類の戦いを描く。
国際宇宙同盟連合（UNSA）と、反抗勢力の「Settlement Defense Front」（SetDef）の2つの陣営が戦いを繰り広げる。無限の宇宙（Infinite Space）を舞台とした戦争（Warfare）ということから、インフィニット・ウォーフェア（Infinite Warfare）と命名された。
CoDシリーズは複数の会社が開発を行っているが、本作は初代『コール オブ デューティ』のInfinity Ward社が開発した。同社による7作目のCoDのため開発コードは「IW7」とされている。

## エディション
パッケージ版は「通常版」「レガシーエディション」の2種類が発売される。レガシーエディションには『コール オブ デューティ4 モダン・ウォーフェア』のリマスター版が同梱されるが、こちらはBlu-rayディスクではなく、ジャケット裏に記載されたプロダクトコードをPlayStation StoreまたはMicrosoft Store上で入力してソフトをダウンロードする形になっている。しかし『インフィニット・ウォーフェア』本編のBDがPS4またはXbox One本体内に挿入されていないと起動することは可能だが、タイトル画面から先に進めないようになっている。
PlayStation StoreもしくはMicrosoft Storeでは「通常版」「ダウンロード特別版」の2種類がダウンロード販売される。「ダウンロード特別版」ではレガシーエディションの内容に加え今後追加されるダウンロードコンテンツを入手できる「シーズンパス」が、発売日までに予約したユーザーには『コール オブ デューティ4 モダン・ウォーフェア』リマスター版キャンペーンモード先行プレイ権が付属する。
「レガシーエディション」と「ダウンロード特別版」に付属する『コール オブ デューティー モダンウォーフェア リマスタード』は当初単品発売の予定はなかったものの、翌年2017年7月27日には単品版がリリースされた。なお、通常版を購入したユーザーは「レガシーエディションアップグレード権」を2017年3月31日までにPS StoreやMS Storeで購入すれば『モダンウォーフェア リマスタード』を入手することができた。

## キャンペーン
キャンペーンモードでは、UNSAとSetDefの太陽系を巡る戦争が繰り広げられる。今作では、通常の重力下での銃火器を使用したFPSステージ以外にも『コール オブ デューティ ゴースト』などに登場した宇宙空間、宇宙戦闘機を操るステージなど多彩な展開が見られる。

### シングルプレイ ステージ
本作でのキャンペーンステージではストーリーの本筋をなぞるメインミッションと、枝葉を補完するシップアサルト、ジャッカルストライクの3種類で構成される。シップアサルトでは相手の戦艦を小規模の部隊で強襲するFPSステージ、ジャッカルストライクではSCARの主力宇宙戦闘機ジャッカルに搭乗して相手艦隊の殲滅が主目標となる。
ステージ名の前の記号は右記の通り：◆メインミッション、▲シップアサルト（FPS）、▽ジャッカルストライク（宇宙戦闘機）
◆高まる脅威
通信が途絶えた木星・エウロパの秘密施設に、UNSAの特殊部隊が送り込まれる。SDFの戦略、"RIAH（ライア）"と呼ばれる兵器鹵獲のための攻撃を受けたことがわかった。極秘兵器奪還のためにSDFと交戦するさなか、彼らはサレン・コッチと遭遇する。
◆ブラックスカイ：パレード
地球・ジュネーブで開催されているUNSAの宇宙艦隊の軍事パレードの中、レインズとレイエスは会談する。会談後、リトリビューションに戻る道中、レインズから人型ロボットのE3N、通称「イーサン」の存在を紹介される。
◆ブラックスカイ：迫り来る脅威
軍事パレードがSDFにより襲撃される。その場に居合わせたレイエス、ソルター、レインズ、イーサンは味方の攻撃を続ける対空兵器・AATISの制圧に向かう。
◆ブラックスカイ：空へ
地球大気圏へ展開するSDF侵略軍に対し、リトリビューションをはじめとする、残存艦隊の迎撃が行われる。SDFの重大な脅威であるオリンパスモンスも参戦し、戦況は混迷を極めていく。
◆リトリビューション：戦いの果て
なんとかオリンパスモンスを撤退させたが、リトリビューション艦長のアルダーを含め、上級士官が多数戦死する結果となった。戦死者を除いてもっとも階級が高かったレイエスが中佐に昇進の上で臨時キャプテンとなることが決定し、タイガースのフェラン艦長やオマー海兵部隊隊長とも邂逅する。
◆ポートアーマーオプス：民間ターミナル
オリンパスモンスは撤退したもののSDFはジュネーヴの他に月面基地、ムーンポートにも攻撃を加えていた。ムーンポートを奪われると艦隊再建が不可能になるため、リトリビューションの海兵部隊はムーンポートの奪還を急ぐこととなる。
◆ポートアーマーオプス：貨物倉庫
ムーンポートの奪還後も、SDFの執拗な攻撃は続いていた。ムーンポートからレイエスとソルターはジャッカルで出撃し、ムーンポートを攻撃しているスケルターやガンシップを撃墜し、制空権を確保に向かう。
◆ポートアーマーオプス：乗船パーティー
タイガースはSDF戦艦のアレスに苦戦を強いられている。ムーンポートを奪還したレイエスとソルターはアレスの近辺でベイルアウトして船内に突入、アレスの武装を無力化して脱出するという破天荒な作戦に出る。
◆リトリビューション：再び戦いへ
アレスの破壊に成功し、リトリビューションに帰還したレイエス達。その後SDF艦隊のリーダー、サレン・コッチによる地球人を殲滅する演説の映像が流され、レインズ艦隊長はUNSAにとってこれが最後の抵抗となると忠告した。
▲テイクンダガーオプス
海王星宙域を制圧しているSDF駆逐艦ギャラクシアスがエウロパで盗んだ兵器を複製するため、エンジニアを誘拐した。レイエス達はエンジニアの救出と兵器の回収するためギャラクシアスを強襲する。
▲フェニックスオプス
SDF空母ケルベロスには最新型スケルターが配備されている。レイエス達は天王星付近の幹ドックに停泊中の空母に奇襲を仕掛け、新型機の奪取に向かう。
▲ディーコンオプス
金星の大気圏にいるSDF駆逐艦ヘラスが化学兵器を使った攻撃が可能という情報が入った。レイエス達はジャッカルでヘラスに侵入し、化学兵器の奪取とヘラスの破壊を行う。
▲デイープエクセキュートオプス
冥王星宙域でSDFの主要幹部が会合する、という情報を手に入れた。レイエスとソルターは会合が開かれる船内に単独潜入し、主要幹部の暗殺作戦を遂行する。
◆リトリビューション;成すべき使命
UNSA艦隊再建の時間稼ぎが必要となるため、レインズ艦隊長から土星にあるSDF精製施設タイタンの破壊作戦の実行が許可された。レイエスや海兵隊は土星への移動準備に入った。
◆バーンウォーターオプス;精製施設
土星に到着したSCARと海兵隊はタイタンを襲撃し、燃料タワーを目指す。しかし、SDFもさまざまな方法で激しい抵抗を行った。
◆バーンウォーターオプス;空の戦い
地上での燃料タワー襲撃が困難になったSCARはジャッカルで燃料タワーを破壊することとなった。燃料タワーの破壊に成功するが、帰還中にオリンパスモンスに襲撃され、レイエスとイーサンの搭乗機が被弾してしまう。
◆リトリビューション;救出
タイタンの戦闘で宇宙に漂流していたレイエスとイーサンはタイガースのキャプテンフェランに救出された。レイエス達はそのままリトリビューションへ帰還する。
▽セーフハーバーオプス

▽ピュアスレットオブス

▽グレイヴロバーオプス

▽サドンデスオプス

◆ダーククォリーオプス
艦隊再建に必要な資材を供給するため、採掘プラントベスタ3に向かうが、ベスタ3が普段の軌道を反り、太陽に向かって進路をとっているという異常事態が発生していた。
◆リトリビューション：勝利の代償
ベスタ3の異常はSetDefによる罠だった。これにより海兵隊の隊長オマーを失い、しかもベスタ3の調査中にUNSA駆逐艦タイガースがオリンパスモンスによって撃沈された。大切な仲間を失い、UNSA艦隊最後の一隻となったリトリビューション。レイエスはある作戦を提案する。
▽トレースキルオプス

◆ブラックフラッグオプス：囚人護衛
レイエスが提案した作戦は承認された。収監されたSDFの工作員ライアをUNSA本部へ移送し、彼の体内にあるトランスポンダーを抜き取り、AATIS健在の状態で破壊、ジュネーブに急襲するオリンパスモンスを破壊する作戦を実行する。しかし、ライアを乗せた車両がSetDefの攻撃を受け、ライアが脱走を図ってしまう。
◆ブラックフラッグオプス：仕掛けられた罠
"別館"の屋上まで追い詰められたライアはAATISを破壊し、その後トランスポンダーも破壊し死亡した。そしてオリンパスモンス率いるSetDefの大艦隊がジュネーブ上空に現れ、UNSA本部が破壊されレインズ艦隊長を失ってしまう。最悪な状況に陥った中、レイエスはリトリビューションをジュネーブ上空でジャンプさせ、オリンパスモンスを強襲する作戦に出る。
◆ブラッドストームオプス：トロイの木馬
コッチを殺害し、オリンパスモンスを奪取したレイエス達はこのままSetDefの本拠地である火星造船所の破壊に向かう。しかし、本拠地である故にSetDefの抵抗は激しいものであった。
◆ブラッドストームオプス：不時着
SetDefによる激しい抵抗によって造船所の破壊は失敗し、レイエスのジャッカルやリトリビューション、オリンパスモンスが、次々と火星へと墜落していった。孤独となったレイエスは他の仲間を探すため行動に入る道中、墜落したエアシップと応急処置を行っていた海兵隊に遭遇する。
◆ブラッドストームオプス：合流
レイエスはカシマを失った海兵隊と共にリトリビューションの仲間達と合流する。そしてレイエスは仲間達と共にSDF造船所への奇襲攻撃の準備を行う。
◆プラッドストームオプス：危険な賭け
ついにSDF造船所への奇襲が開始されたレイエス達。次々と仲間が失われながらも、造船所へ通じる軌道エレベーターを目指すのであった。
◆ブラッドストームオプス：シップヤード急襲
多くの仲間を失ったレイエス達は造船所へ到着する。レイエスとイーサンはソルター達と別れ、彼女達を脱出させるのに必要な駆逐艦の係留を解くため、ファイヤーコントロール室を制圧に向かう。係留を解き、ソルター達の脱出に成功させたレイエスは彼女に最後の命令を下した。

## 登場人物
前作に続き、吹き替え声優は原則非公表となっている。

### UNSA/リトリビューション
ニック・レイエス　SCAR/少佐→中佐（コマンダー）　リトリビューション 臨時キャプテン
英語版声優：ブライアン・ブルーム/吹き替え版声優 ： 堂坂晃三
本作の主人公。コールサインはレイダー(Raider)。リトリビューションに乗り込んでいた海軍特殊作戦部 SCARチーム1の指揮官。SDFの脅威をいち早く察知しており、レインズ艦隊長に即時報復を主張していた。
ストーリー開始直後、SDFの急襲によりアルダー艦長を始めとする上級士官の戦死により、最上級士官だったことから戦地昇進し中佐となる。レインズ艦隊長からはリーダーシップを高く評価されている。
任務であっても人命を優先し、人命を軽視した作戦を嫌うが、終盤は人命よりも任務遂行に重きをおくようになる。
SDFの巨大空母、オリンパスモンスを地球で強奪してコッチ艦隊長を殺害した後、SDF本拠地の火星軌道上にある造船所に奇襲をかける。多数の犠牲を乗り越えソルターらに自身ごと造船所を攻撃させ破壊に成功するも爆発に巻き込まれて戦死した。
英語版の声優であるブライアン・ブルームは、『CoD:MW3』でプレイアブルキャラクターのユーリを、『CoDゴースト』でキーガンを演じており、今回でInfinity Ward制作の『CoDシリーズ』3度目の出演となる。
ノラ・ソルター　SCAR/少佐
英語版声優 ： ジェイミー・グレイ・ハイダー /吹き替え版声優 ： 志田有彩
レイエスの副官でありウィングマン。コールサインはフィーバー。レイエスと同じく、戦地昇進し副船長となった。レイエスとはクルーの中で最も付き合いが長く、任務中でありながらも軽口をたたき合う。火星軌道上の造船所奇襲では多数の仲間を失いながらも生還している。
ユセフ・オマー　海兵隊/二等軍曹
英語版声優 ： デヴィッド・ヘアウッド/吹き替え版声優 ： 後藤光祐
リトリビューションの海兵隊部隊の指揮官。イギリス人。当初はE3Nを信用できないと拒絶するが、ある作戦を期に仲間と認めるようになる。いかなる状況下においても任務遂行を優先、としながらも仲間の命も同様に優先している。SDFによって破壊され、太陽へ突入しようとしていた鉱物基地の救出作戦のおり、基地職員を全員脱出させようとして爆発に巻き込まれ、戦死した。
キャンペーン終了後には遺書を見ることができる。
E3N（イーサン）　海兵隊/一等兵曹
英語版声優 ： ジェフリー・ノードリング
秘密計画により生み出されたエンハンスド・タクティカル・ヒューマノイド。
動作は非常に機敏で丈夫。人間と同じ武器を使用し、「ロボットはたまに暴走して味方を撃つ」等のブラックジョークや、人を慰めようとするなど非常にユニークな性格をしている。レイエスを兄弟とみており、ボットでありながら彼との絆は強い。ハッキングを得意としており、造船所への奇襲準備ではSDFの１個中隊相当のロボットを丸ごとハッキングするという離れ業をやってのけた。火星軌道上の造船所への奇襲の際、脱出のために造船所の中央部に侵入し、自爆する。
キャンペーン終了後には遺書を見ることができる。
オードリー・マッカラム　海軍/少佐
英語版声優 ： クラウディア・ブラック
リトリビューションのチーフエンジニア。かつては艦隊司令官を歴任するキャリアだったが、部下を戦地に送り込むことに負い目を感じて自ら辞任した過去を持つ（このことはレイエスですら知らなかった）。この過去から、リトリビューション前艦長アルダーの戦死後、レイエスに臨時艦長を依頼している。火星軌道上の造船所の奇襲では多数の犠牲を乗り越えて造船所にたどり着くも、爆薬を設置しようとして妨害されたレイエスをかばい、ボットを道連れにして自爆、戦死する。
キャンペーン終了後には遺書を見ることができる。
ヴィクター・ディアロ（ゲイター）　海軍/中尉
英語版声優 ： オミッド・アブタヒ
リトリビューションのナビゲーター。レイエスを敬愛しており、ところどころでレイエスへの尊敬の念を口にする。レイエスが地上任務などでリトリビューションを空ける際には、操縦桿を任されているほど周りからの信頼も厚い。火星軌道上の造船所への奇襲では、造船所にたどり着く前に戦死する。
キャンペーン終了後には遺書を見ることができる。
ローラ・ギブソン　海軍/中尉
英語版声優 ： ミスティ・リー
リトリビューションのフライトデッキを統括するミニボス。女性でありながらも男勝りで、強い口調で話す。リトリビューションに配属される前はエースパイロットだったことが、レイエスにより語られている。オリンパスモンスで造船所を急襲する際にジャッカルで出撃するも、撃墜されて戦死した。
キャンペーン終了後には遺書を見ることができる。
メイナード・グリフィン（グリフ）　海軍/准尉
英語版声優 ： ロバート・ベイカー
リトリビューションの武器庫を管理している。過去の戦場で片腕を失ってからは前線からは退いていた。また、リトリビューションに配属される前はスナイパースクールで狙撃兵の訓練も受けていた。
造船所への奇襲作戦ではレイエスらが造船所に乗り込む際に殿軍をつとめるも、軌道エレベーターが動いた直後に現れたSDF増援によって殿軍は全滅、戦死。
キャンペーン終了後には遺書を見ることができる。
ショーン・ブルックス　海兵隊/伍長
英語版声優 ： ジェイソン・バリー
リトリビューションの海兵部隊隊員であり、オマーの部下。アイルランド人。
オマーの戦死後はレイエスによって軍曹に昇進し、海兵部隊を指揮する。造船所への急襲に参加し、造船所の破壊ののちにソルターとともに脱出、生還した。
トッド・カシマ　海兵隊/一等兵
英語版声優 ： エリック・ラディン
リトリビューションの海兵部隊隊員であり、オマーの部下。カナダ人。
造船所への急襲でオリンパスモンスが墜落し、戦死する。
キャンペーン終了後には遺書を見ることができる。
イヴリン・ソトムラ　海軍/兵曹長
英語版声優 ： ジョアンナ・ソトムラ
リトリビューションのブリッジオフィサー。日系アメリカ人で、日本人家庭で育ったのち海軍に入った。
造船所への急襲に参加し、生還している。
エベル・イェティデ　海軍/二等海尉
英語版声優 ： イエティド・バダキ
リトリビューションの航路長。アフリカ系。
造船所への急襲ではグリフィンとともに殿軍をつとめるも、戦死した。
キャンペーン終了後には遺書を見ることができる。
アーウィン・クルース　海軍/一等兵曹
リトリビューションの艦載機"ジャッカル"の整備士で、ギブソンの部下。ドイツ人。
造船所への急襲に参加し、生還した。
リー・ボグズ　海軍/二等海尉
リトリビューションの乗組員で、輸送機"レイヴン"の操縦士。アメリカ人。レイヴンの扱いではリトリビューションで一番腕の立つパイロットとされていた。
造船所への急襲の際に戦死した。
トーリ・ホルダー　海軍/上等兵曹
リトリビューションの通信担当。
造船所への急襲ではオリンパスモンス墜落により戦死。
ジョン・アルダー　海軍/コマンダー
リトリビューションの前艦長。ジュネーヴでSDFの奇襲攻撃を受けた際、最も脅威のあったオリンパスモンスに対して戦術的衝突を行って撤退させたが、自らも戦死した。兵士の犠牲を嫌うレイエスからは体当たりを非難されたが、オマーやギブソンからはアルダーの考えを仕方なしと受け止めていたことから、人望はあったと思われる。
カール・ハミルトン　海軍/電気工学オフィサー
英語版声優：ルイス・ハミルトン
リトリビューションのエンジニア。ほとんど武器庫にいるため、出撃のときしか顔を会わせることはない。
造船所への急襲の際に戦死。
モデルはF1ドライバーのルイス・ハミルトンで声も本人が担当している。
マイケル・フィリオン　海軍/従軍牧師
リトリビューションに搭乗する従軍牧師。SDF造船所の急襲準備時に典礼する姿が確認できる。兄弟がいるが、内一人がSDFに離反している。
造船所への急襲の際に戦死。

### UNSA/駆逐艦タイガース
モウリーン・フェラン　海軍/コマンダー
英語版声優 ： クローディア・クリスチャン
タイガースの艦長。レイエス達が鉱物基地の調査中にオリンパス・モンスに襲撃され、乗艦ごと破壊され戦死した。

### SCAR
ダン・ライアル（ウルフ）　SCAR/一等兵曹
SCARチーム7の指揮官で、コールサインはウルフ。SDFによって制圧されたエウロパにあるUNSA兵器ラボへ突入し、兵器の回収とラボの破壊に向かう。ラボの破壊後、爆発でラボの外に放り出され、他の隊員と共に全員負傷してしまい、酸素不足に追い込まれてしまった挙げ句、SetDefの増援に囲まれ拘束された後、コッチの指示によってその場で隊員諸共処刑され戦死した。
レイエス以外で唯一操作するプレイヤーキャラクター。
サイプス　SCAR
ティー　SCAR
ウルフと行動するSCARチーム7に所属する2人の隊員。エウロパのラボ破壊後、SDFに拘束・処刑され戦死する。

### SATO
フレデリック・レインズ　艦隊長
英語版声優 ： ジョン・マーシャル・ジョーンズ
SATOの高官で、レイエスの上官。
レイエスの行動を評価しており、一目置いている。
ライアがトランスポンダーを破壊したことにより、ジュネーブに襲撃してきたオリンパス・モンスにUNSAビルごと砲撃され死亡。
オーガスト　少佐
SATOの将校。拘束したライアからトランスポンダーを取り出すため、ライアをUNSAビルへ移送させるが、途中でSDFに攻撃され重傷を負い、ライアの脱走を許してしまった。
クープ　艦隊長
レインズの戦死後に後任となったSATOの女性高官。エピローグで、レイエスの活躍とSDF造船所の破壊、そしてUNSAの勝利宣言を演説する。

### SetDef
サレン・コッチ  艦隊長
英語版声優 ： キット・ハリントン
SetDefの艦隊長で旗艦オリンパス・モンスのキャプテンを務める。「死は恥ではない！」と言い切る程の冷酷かつ残忍な性格で、SetDefの広告塔としての役割も果たす高いカリスマ性の持ち主。地球人類を殲滅するため、UNSAに宣戦布告すると同時に奇襲攻撃を仕掛け、侵略を開始する。ライアがAATISとトランスポンダーの破壊によってジュネーブを急襲するが、レイエスらSCARに乗艦を乗り込まれ、緊急離脱を試みるが、レイエスにハックされた艦橋のワーカーボットが自爆し致命傷を負い、レイエスに拘束されるも最終的には息絶えた(その前にプレイヤーが先に殺害することも可能)。
アキール・ミン・ライア  工作員
英語版声優 ： ジム・ピリ
SetDefの工作員。AATISの破壊工作を目的にジュネーブに潜入する。コッチ以上に残忍かつ図太い性格で、UNSAに捕まっても抵抗しまくる上、脱走時には仲間を盾する程の非道さも持つ。体内には、破壊するとSDFの地球侵略開始の合図となるトランスポンダーが埋め込まれている。一度はSATOに拘束されるが、移送中にSetDefに攻撃され脱走。追跡してきたレイエスに教会の屋上まで追い詰められるもその場で返り討ちし、AATIS破壊後、自らの命と引き換えに体内から出したトランスポンダーを破壊し、オリンパス・モンスによるジュネーブ急襲を許した。

## 用語集
国際宇宙同盟連合（UNSA）
劇中における2大陣営の1つで、地球の各国家から構成される勢力。本部はスイスのジュネーブ。
SATO
Solar Associated Treaty Organizationの略語。UNSAの軍隊の総称。
SCAR
Special Combat Air Recon（特殊戦闘航空偵察隊）の略語で、UNSAの特殊部隊。レイエスはリトリビューションの艦長とともに、SCARリーダーを任されている。
ブートリグ
宇宙空間での姿勢制御、ブースト、壁走りなどを実現する装備でエクソスケルトンの一種。
AATIS
SATOがジュネーブに設置している対空砲台で、E3N曰く「地球のアイアンシールドです。強力な対空兵器ですね」とのこと。
SetDef
Settlement Defense Frontの略語で、劇中における2大陣営の1つ。火星を本拠地として宇宙に進出した人類が地球とは別枠で作り上げた勢力で、スローガンは「火星よ、永遠なれ（Mars aeternum）」。絶対的な軍事主義を持ち、自由や平和を皮肉っている。UNSAと比較して非人道的な行動に出る傾向があり、劇中ではSATOの将兵のみならず、丸腰の民間人まで容赦なく射殺している。

## マルチプレイヤー
本作のマルチプレイヤーは傭兵を軸に置いた戦闘になっており、ミッションチームと呼ばれる傭兵組織に所属し、課せられた任務を達成するなど傭兵組織を貢献して組織のランクを上げる。組織のランクが上がる度に報酬がもらえる。

### ミッションチーム
- JTFウルヴァリン
- オリオン・イニシアチブ
- セイバーチーム7
- レイス
- ブラッドアンビル

### コンバットリグ
コンバットリグは戦闘用スーツを指す。前作『コール オブ デューティ ブラックオプス3』のスペシャルリストとシステムが似ているが、ゲージを溜めて特殊武器や特殊能力を発動するペイロードのほか、固有のPERKとなるトレイトが追加される。
- ウォーファイター
- マーク
- シナプス
- FTL
- ストライカー
- ファントム

## ゾンビモード

### 解説
本作のゾンビモードは、1980年代の映画の中に迷い込んだ男女4人組が、遊園地にやってくるゾンビたちを迎え撃つという設定である。園内の設備を利用した仕掛けがあり、たとえばダンスフロアにあるミラーボールからレーザービームを発射してゾンビを射殺するといったものがある。
本作のゾンビモードは、多くの人が楽しめるよう他のゾンビモードよりも遊びやすいように制作され、ソロモードやチュートリアルのほか、前回まで所有していた武器をパーク内の遺失物係で買い戻すシステムが用意された。
また、死亡したプレイヤーは「アフターライフ・アーケード」と呼ばれるゲームセンターに送られ、施設内にあるアーケードゲーム（アクティビジョンの過去作など）で遊んでソウル・ポイントを得て復活することができる。なお、上限なしのラウンド制というシステムそのものに変更はないため、プレイヤーが全滅すればゲームオーバーとなる。
ゾンビモードのプロデュースを務めたブライアン・ブライトはこれまでのゾンビモードに新たな方向性を与え、自分たちのものとして作りたいと『ファミ通』でのインタビューで述べた。何でもありのゾンビものは面白く、80年代の音楽やビジュアル、髪形などが快楽的であるところが気に入っていったため、ブライトはゾンビモードの舞台を1980年代にした。

### あらすじ
有名なホラー映画監督であるウィラード・ワイラーの新作オーディションに来た4人の俳優は、ワイラーが所有する古びた映画館「アフターライフ・シアター」で彼らの作品を視聴していたところ、スクリーン上に現れた渦に巻き込まれた。気が付くと、彼らの周りは1980年代の遊園地になっており、容姿もその時代に合ったものに変わっていた。映画の中に取り込まれた事に気付いた4人の目の前には大勢のゾンビたちが近づいていた。

### 登場人物
プレイヤーキャラクター
映画監督であるワイラーの新作のオーディションに来た売り出し中の俳優4人組。キャラクターの容姿は1980年代の映画における典型的な俳優像を基にしている。
A.J.
声：アイク・バリンホルツ
オーディションに来た俳優で、映画の中に取り込まれたときはジョックの服装をさせられた。
サリー
声：サシェア・ザマタ
オーディションに来た女優。バレーガールのいでたちでゾンビに立ち向かう。スプーンを用いてゾンビののどを詰まらせるという技は、80年代の作品に用いられたギャグを基にしている。
ポインデクスター
声：セス・グリーン
オーディションに来た俳優。4人の中では最も小柄。ナード（オタク）のいでたちでゾンビに立ち向かう。
アンドレ
声：ジェイ・ファロア
オーディションに来た黒人俳優で、映画の中に取り込まれたときはラッパーの格好をさせられた。
その他
ウィラード・ワイラー
声：ポール・ルーベンス
本作の事件の発端となるホラー映画監督で、「アフターライフ・シアター」の所有者でもある。4人がワイラーの監督作を見ている間に映写室に入り、降霊術を用いて彼らを映画の中に閉じ込めた。
DJ
声：デビッド・ハッセルホフ
俳優4人組たちより以前から映画の中にいた人物で、ゾンビモードにおけるガイド役を務める。陽気な音楽をかけている。

## プロモーション
日本のテレビCMにはコール オブ デューティシリーズの大ファンだという俳優の山田孝之が出演した。

## 反応

### 表彰

#### 2016年
- Game Critics Awards 2016
  - ノミネート：「Best Action Game」[19]

#### 2017年
- 視覚効果協会賞
  - ノミネート：「Outstanding Visual Effects in a Real-Time Project」、「Outstanding Animated Performance in an Episode or Real-Time Project」[20]
- D.I.C.E. Awards
  - ノミネート：「Outstanding Achievement in Character」（ニック・レイエス）[21]